# Platja del Carrerlamar
La platja del Carrerlamar és una platja d'arena del municipi d'El Campello (l'Alacantí, País Valencià). Hi suma una longitud de 1.850 metres, mentre que en fa 30 d'amplària. Limita al nord amb el port d'El Campello i per la banda sud amb la Platja Punta del Riu.
Es troba en un ambient urbà, la platja central del municipi, a l'antic barri dels pescadors, per la qual hi té accés des de la trama urbana, tal com indica la seua denominació. Hi ha un passeig marítim que la voreja. Per al 16 de juliol acull la celebració de la Festa de la Mare de Déu del Carme, patrona dels mariners. Està ubicada prop de la Torre de la Illeta i del club nàutic.
Compta amb balisada per a l'eixida d'embarcacions.
Des de l'any 1987 ha estat comptant amb el distintiu de Bandera Blava. Té accés per a minusvàlids en diversos punts de la platja.